# Вейд Вілсон (персонаж фільму)
Вейд Вінстон Вілсон, також відомий як Дедпул, — персонаж, якого зобразив Раян Рейнольдс у серії фільмів «Люди Ікс» від 20th Century Fox, а пізніше — у медіа-франшизі Кіновсесвіт Marvel (MCU), створеної Marvel Studios. Створений за мотивами персонажа Marvel Comics Дедпула, котрого створили Роб Ліфельд і Фабіан Нісієза, він був адаптований для своєї першої появи в фільмі «Люди Ікс: Росомаха» (2009), де він зображений як член команди майора Вільяма Страйкера «Команда Ікс», який перетворюється на генетично зміненого вбивцю-мутанта, відомого як «Зброя XI», перш ніж його переможе його колишній товариш по команді, Росомаха. Ця ітерація персонажа була негативно сприйнята як критиками, так і фанатами за відхилення від вихідного матеріалу.
Однак хронологію оригінальної серії фільмів «Люди Ікс» було «скинуто» на переглянуту хронологію після подій у фільмі «Люди Ікс: Дні минулого майбутнього» (2014), що дозволило більш вірну, перезавантажену ітерацію персонажа, якого було зображено, починаючи з фільму «Дедпул» (2016). Для цієї ітерації Вілсон — звільнений без почестей оперативник спецназу та хворий на рак у термінальній стадії, який зголосився пройти експериментальне лікування, щоб пробудити його приховані мутантні гени. Це дає йому регенеративний цілющий фактор, який протидіє його хворобі, але спотворює його, в результаті чого він приймає прізвисько «Дедпул» (ім'я, яке він запозичив у системи азартних ігор свого місцевого дайв-бару), вбиває вченого, відповідального за лікування, та возз'єднується зі своєю нареченою Ванессою Карлайл. Ця версія персонажа отримала визнання критиків, які схвалювали гру Рейнольдса та вірність передісторії персонажа коміксам. Успіх першого фільму призвів до продовження — «Дедпул 2» (2018), у якому Вілсон формує X-Force, щоб захистити молодого мутанта від Найманця, що мандрує в часі, і запобігти його повороту до тиранії у далекому майбутньому. Після того, як у 2019 році Disney купив Fox, Дедпул був інтегрований у кінематографічний всесвіт Marvel, а Рейнольдс повторив свою роль у фільмі «Дедпул і Росомаха» (2024).

## Концепція, створення та характеризація

### Розробка

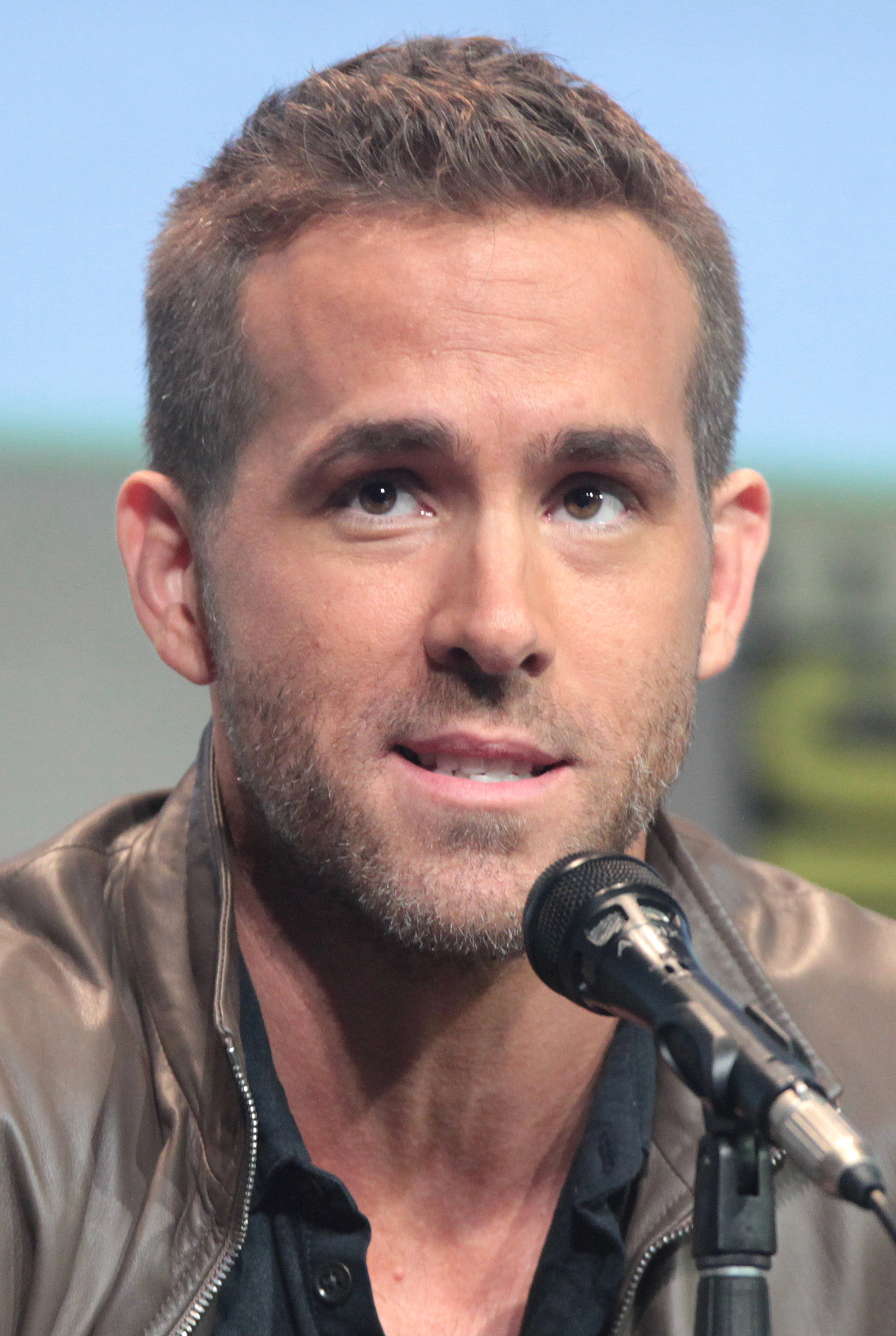
Канадсько-американський актор Раян Рейнольдс зацікавився роллю Дедпула після того, як дізнався, що в коміксах персонаж називає свою зовнішність «Раяном Рейнольдсом, схрещеним із шарпеєм», і пізніше лобіював створення фільму за участю цього персонажа.

У травні 2000 року компанія «Artisan Entertainment» оголосила про угоду з «Marvel Entertainment» щодо спільного виробництва, фінансування та розповсюдження кількох фільмів, заснованих на персонажах Marvel Comics, включаючи Дедпула, — нового персонажа, представленого на початку 1990-х років. До лютого 2004 року сценарист і режисер Девід С. Ґоєр і Раян Рейнольдс працювали над фільмом про Дедпула від «New Line Cinema». Вони разом працювали над фільмом Marvel «Блейд: Трійця». Рейнольдс зацікавився роллю Дедпула після того, як дізнався, що в коміксах персонаж називає свою зовнішність «Раяном Рейнольдсом, схрещеним із шарпеєм». Керівник New Line Джефф Кац, який вважав Рейнольдса єдиним актором, що підходить для цієї ролі, підтримав цю ідею. Однак виникли проблеми з правами компанії 20th Century Fox та їхніх фільмів про Людей Ікс, і проєкт не просунувся.
До березня 2005 року Рейнольдс дізнався, що Fox висловила зацікавленість у фільмі за участю Дедпула. Персонаж мав з'явитися в епізодичній ролі у фільмі 2009 року «Люди Ікс: Росомаха» за участю Рейнольдса. Його роль була розширена під час виробництва фільму. Кац на той момент був керівником у Fox і сказав, що Дедпул «був добре налаштований на те, щоб бути розкритим по-своєму» в майбутньому фільмі. Зображення у фільмі відхиляється від оригінального персонажа коміксів, «наділяючи його кількома надздібностями та зашиваючи йому рота». Дедпул, очевидно, помирає у фільмі, хоча незадовго до виходу фільму в ефір було додано сцену після титрів, яка показує його ще живим. Після успішного прем'єрного вікенду «Росомахи», Fox офіційно розпочала розробку «Дедпула», залучивши Рейнольдса та продюсерку «Людей Ікс» Лорен Шулер Доннер до роботи. Спіноф мав ігнорувати версію Дедпула з «Росомахи» та повернутися до витоків персонажа з фарсовим тоном та «схильністю руйнувати четверту стіну».
На Fox фільм змінив кількох режисерів, перш ніж на цій посаді опинився Тім Міллер, а для написання сценарію були найняті Ретт Різ та Пол Вернік. Тим часом Рейнольдс зіграв головну роль у фільмі «Зелений Ліхтар», який зазнав невдачі у критиків та в касових зборах. Через це погане сприйняття та той факт, що фільм за мотивами «Дедпула», найімовірніше, матиме рейтинг R, а не PG-13, Fox засумнівався у проєкті, навіть після того, як Рейнольдс випустив тестові кадри, на яких він грає персонажа. Однак, у 2014 році відеоматеріали зрештою просочилися в мережу, що спонукало Fox дати зелене світло проєкту. Рейнольдс повністю пояснив схвалення фільму Fox витоком інформації. Він, Міллер та сценаристи раніше самі обговорювали «зливання» відеозапису, і Рейнольдс спочатку думав, що це зробив Міллер. Пізніше він вважав, що витік інформації стався від когось із Fox. В обмін на можливість зробити фільм таким, як вони хотіли, Fox надала знімальній групі набагато менший бюджет, ніж це характерно для фільмів про супергероїв.

### Характеризація
–Раян Рейнольдс про характеризацію Вейда Вілсона.
В обох часових лініях Вейд має дуже саркастичне почуття гумору, яке дратує та докучає більшості його ворогів. Він регулярно ображає та принижує своїх ворогів. Він не відчуває сорому та може пожартувати з будь-якої ситуації, навіть після місяців нескінченних тортур та вражень від свого подальшого перетворення. Лише декілька обраних людей можуть витримати його, здавалося б, нескінченні балачки, а його рот зашивають у фінальному акті «Люди Ікс: Росомаха». Аякс також погрожує зашити рота Вейду в Дедпулі, коли той проходитиме лікування від раку, через його безперервну балаканину
В оригінальній часовій лінії показано, що Вейд має почуття гумору з коміксів. Крім того щоправда, Вейд має схожі риси характеру з Агентом Зеро у фільмі «Люди Ікс: Росомаха», будучи безжальним убивцею, що було показано під час місії Команди Ікс у Нігерії, де він став на бік Страйкера, Зеро та Кріда, коли йому наказали вбити мешканців села. Він любить подорожувати новими місцями, щоб знайомитися з новими людьми, аби потім їх убивати.
Його особистість значно більш чітко виражена в новій часовій лінії. Він любить мультфільми, жарти про горщики, Skee-Ball, класичну музику, телешоу, реп та американську поп-культуру. Його улюблений гурт — Wham! та Джордж Майкл, зокрема пісня «Careless Whisper». Він залишається дуже обізнаним в кіно, посилаючись на «Матрицю», «Робокопа», «Чужого 3», «Єнтл», «127 годин», «Кокон», «Зоряні війни», «Зелений ліхтар» (у якому також знімається Раян Рейнольдс) і навіть «Люди Ікс: Дні минулого майбутнього».
Як і його версія з коміксів, Вейд сам усвідомлює, що він — вигаданий персонаж, і жартує з цього приводу, ламаючи четверту стіну та звертаючись безпосередньо до аудиторії. У фільмі «Дедпул 2», коли фанат просить його автограф, він підписує його «Раян Рейнольдс».
Незважаючи на свою початкову незрілість, Вейд — щира, м'яка, добросердечна людина, а з часом стає дуже моральною та героїчною особистістю, аж до того, що жертвує собою, щоб врятувати мутанта Рассела Коллінза. Хоча він і найманець, він погодився відлякати переслідувача молодої дівчини, не отримавши за це грошей, показавши, що може бути співчутливим. У питаннях кохання він може бути напрочуд чутливим, відчуваючи себе змушеним покинути свою дівчину Ванесс через свій невиліковний рак. Він радить своєму таксисту, Допіндеру, боротися за об'єкт його кохання, — Гіту. Після смерті Ванесси у Вейдa розвиваються суїцидальні схильності, проте його нездатність померти посилює розпад його вже й без того розтрощеної психіки. Він вдовольняється ідеєю померти від раку в холодильнику, поки не знаходить нову мету — в захисті Рассела від Кейбла. Після пережитої клінічної смерті він все ще не змирився зі смертю Ванесси, тому використовує пристрій Кейбла для подорожей у часі, щоб врятувати її.
Рейнольдс працював із досвідченим тренером Доном Саладіно, щоб набрати форму для цієї ролі, набравши 7 фунтів (3 кг) м'язової маси. Саладіно зазначив, що хоча вони прагнули досягти естетично привабливого вигляду, вони також хотіли отримати для Рейнольдса «реальну силу, а не поверхневий результат», тому вони витратили багато часу на роботу над мобільністю Рейнольдса, перш ніж працювати над фактичною силою.

### Кіновсесвіт Marvel
Після того, як у грудні 2017 року було оголошено про придбання компанії 21st Century Fox компанією The Walt Disney Company, а угода була завершена у березні 2019 року, генеральний директор Disney Боб Айґер заявив, що Дедпул буде інтегрований з кіновсесвітом Marvel під егідою Disney, і що компанія буде готова знімати майбутні фільми про Дедпула з рейтингом R, «якщо ми повідомимо глядачів, що буде далі». Студії Disney та Marvel уважно стежили за версією фільму «Жив-був Дедпул», щоб побачити, чи може вона допомогти їм підійти до персонажа та інтегрувати його в кіновсесвіт з рейтингом PG-13.
У жовтні 2019 року Різ і Вернік заявили, що у них є сценарій у розробці, але вони чекають на схвалення Marvel Studios, щоб розпочати виробництво третього фільму. Різ сказав: «[Дедпул] житиме у всесвіті з рейтингом R, який ми створили, і, сподіваємося, нам також дозволять трохи погратися в пісочниці кіновсесвіту Marvel та включити його туди». У грудні 2019 року Рейнольдс підтвердив, що третій фільм про Дедпула розробляється в Marvel Studios, що було підтверджено президентом Marvel Studios Кевіном Файгі в січні 2021 року, а Рейнольдс знову зіграє свою роль. Фільм зберіг рейтинг R попередніх фільмів і відбувається в рамках кіновсесвіту Marvel. Файгі описав Вілсона як «дуже відмінний тип персонажа» в рамках кіновсесвіту. У березні 2022 року було оголошено, що Шон Леві буде режисером фільму після попередньої співпраці з Рейнольдсом над фільмами «Персонаж» (2021) та «Проєкт Адам» (2022), тоді як Ретт Різ та Пол Вернік переписали сценарій сестер Моліньє, повторивши свої обов'язки з перших двох фільмів про Дедпула. Зйомки розпочалися у травні 2023 року. Рейнольдс також продюсував фільм разом із Кевіном Файгі через свою продюсерську компанію Maximum Effort.
У травні 2022 року сценарист Майкл Волдрон підтвердив в інтерв'ю, що в Marvel велися дискусії щодо епізодичної появи Рейнольдса в ролі Дедпула у зосередженому на мультивсесвіті фільмі «Доктор Стрендж у мультивсесвіті божевілля» (2022), оскільки він сам вважав, що «було б божевіллям не порушити це питання» після включення до фільму інших елементів, пов'язаних з Людьми Ікс, таких як Дика Земля та персонажа професора Чарльза Ксав'єра (зіграв Патрік Стюарт, який повернувся до франшизи). Однак, зрештою, Волдрон відчув, що фільм був невідповідним місцем для показу цього персонажа. В епізоді «Marvel Studios: Загальний збір», присвяченому створенню «мультивсесвіту божевілля», також було представлено концепт-арт із зображенням «виміру Дедпула» — альтернативного світу, — міського пейзажу з кількома білбордами, прикрашеними плакатами та коміксами на тему Дедпула. Пара кросівок, натхненних костюмом Дедпула, з'являється в головних титрах метафікційного телесеріалу Disney+ «Жінка-Галк: Адвокатка» (2022), представлених як частина колекції кросівок, натхненних коміксами Marvel, що належать Августу Пульєзе (Джош Сегарра).

## Появи
- У оригінальній хронології Вілсон вперше згадується у Люди Ікс 2 (2003), його ім'я з'являється на комп'ютері Вільяма Страйкера[en], який містив файли на кількох осіб та організацій, пов'язані з мутантами[en].
- У фільмі «Дедпул» (2016), дія якого відбувається у переглянутій часовій шкалі, створеній Людьми Ікс. Ця версія розповідає про найманця, у якого діагностують рак на пізній стадії, і він звертається до «Weapon X[en]» після того, як йому пропонують лікування. Один із вчених, Френсіс «Аякс»[en], катує Вілсона, щоб прискорити лікування, яке зрештою призводить до активації регресивних мутантних генів, що спричиняє каліцтво та регенеративні здібності останнього. У відповідь Вілсон розробляє план помсти проти Аякса та проходить квест, щоб змусити його виправити своє каліцтво, перш ніж зрештою вбити його, дізнавшись, що це неможливо.
- У короткометражному фільмі «Дедпул: Ніяких добрих справ[en]» (2017) Вілсон натрапляє на старого, якого грабують у провулку, і поспішає переодягнутися в костюм Дедпула, перш ніж допомогти чоловікові. Поки Вілсон намагається одягнутися, чоловіка застрелюють. Вілсон з'являється у своєму костюмі, але виявляє, що чоловік мертвий, а грабіжник давно зник.
- У фільмі «Дедпул 2» (2018), після смерті своєї дівчини Ванесси[fr], Вілсон опиняється в ситуації, коли захищає охопленого тривогою хлопця на ім'я Рассел Коллінз[en] від мутанта Кейбла, який мандрує в часі.
- У рекламному[en] короткометражному фільмі «Дедпул і Корг реагують» (2021) Вілсон запрошує Корга[en] зняти відео-реакцію[en] на трейлер фільму «Персонаж» (2021). Тайка Вайтіті озвучує Корга в короткометражному фільмі, повторюючи свою роль з фільмів КВМ «Тор: Раґнарок» (2017), «Месники: Завершення» (2019) та «Тор: Любов і грім» (2022)[31][32].
- У фільмі «Дедпул і Росомаха» (2024) Вілсона завербовує Управління з питань відхилення часу[en], щоб разом із Росомахою[en] змінити історію Кіновсесвіту Marvel[33][34].

## Біографія вигаданого персонажа

### Оригінальний варіант Землі-10005

#### Команда X
В оригінальній послідовності Вейд Вілсон — командос, найманець і випускник Єльського університету з посиленими людськими рефлексами та спритністю завдяки тому, що він — мутант. Під час війни у В'єтнамі Вілсон був членом «Black Ops» групи під назвою «Команда Ікс» під командуванням Вільяма Страйкера. До команди також входять Джеймс «Логан» Хоулетт, Віктор Крід, Фредерік Дьюкс, Джон Рейт, Кріс Бредлі та агент Зеро. Одна з місій полягала в спробі знайти мінерал, який використовується для створення адамантію в Нігерії. Вейд служив перекладачем для ігбомовних людей у селі, куди їм було наказано відправитися для пошуку адамантію. Після того, як зв'язок не повідомляє команді, де знаходиться джерело адамантію, Страйкер наказує команді знищити все село. Вейд, Зеро та Віктор починають вбивати людей у селі, поки Логан не зупиняє їх та не залишає групу. Після відходу Логана деякі інші члени команди починають сумніватися в моральності команди та йдуть. Однак Вейд, Віктор та Зеро залишаються вірними Страйкеру.

#### Промивання мізків Страйкером
Шість років по тому Вейда відправляють на базу Страйкера на Три-Майл-Айленд, щоб використовувати його як каталізатор для проєкту «Зброя XI». За допомогою Віктора та Зеро, Страйкер збирає ДНК кількох мутантів (включаючи Примари, Бредлі, Скотта Саммерса та Логана), чиї сили можна використати разом в одному тілі, не руйнуючи його. Страйкер проводить лоботомію Вілсону та промиває йому мізки, змушуючи його виконувати свої накази, надаючи йому адамантієвий скелет, як у Логана, включаючи висувні леза в передпліччя. На відміну від Логана, у Вілсона лише один меч, що стирчить з кожного передпліччя, а леза значно довші, подібно до мечів, які він використовував до того, як стати Зброєю XI. Страйкер також зашиває йому рота через його колишнє роздратування постійними дотепами Вілсона. Страйкер називає його «вбивцею-мутантом», відомим як «Дедпул». На відміну від свого аналога в коміксах, це ім'я задумано як те, що Зброя XI має сили кількох мутантів, «об'єднані» в мертве тіло Вейда Вілсона. Після звільнення інших мутантів, захоплених Страйкером та Віктором на Три-Майл-Айленді, Логана зупиняє активована Зброя XI. Логан стикається з Зброєю XI сам на сам, даючи мутантам час втекти, і зрештою Логан піднімається на градирню на заводі Страйкера, а Зброя XI телепортується туди. Логана ось-ось обезголовить Зброя XI (під командуванням Страйкера), поки пізніше Віктор не приєднується, щоб допомогти Логану. Зброя XI обезголовлена і, здається, переможена Логаном. Однак, Вілсон виживає після обезголовлення.

### Переглянута версія Землі-10005

#### Раннє життя
У новій послідовності, створеній через відразу до війни між Вартовими, людьми та мутантами, Вілсон — колишній спецпризначенець, якого без почестей звільнили зі служби. Він стає найманцем, що діє в школі сестри Маргарет для неслухняних дівчат, де він зустрічає і зрештою робить пропозицію шахрайці Ванессі Карлайл.

#### Перетворення в Дедпула

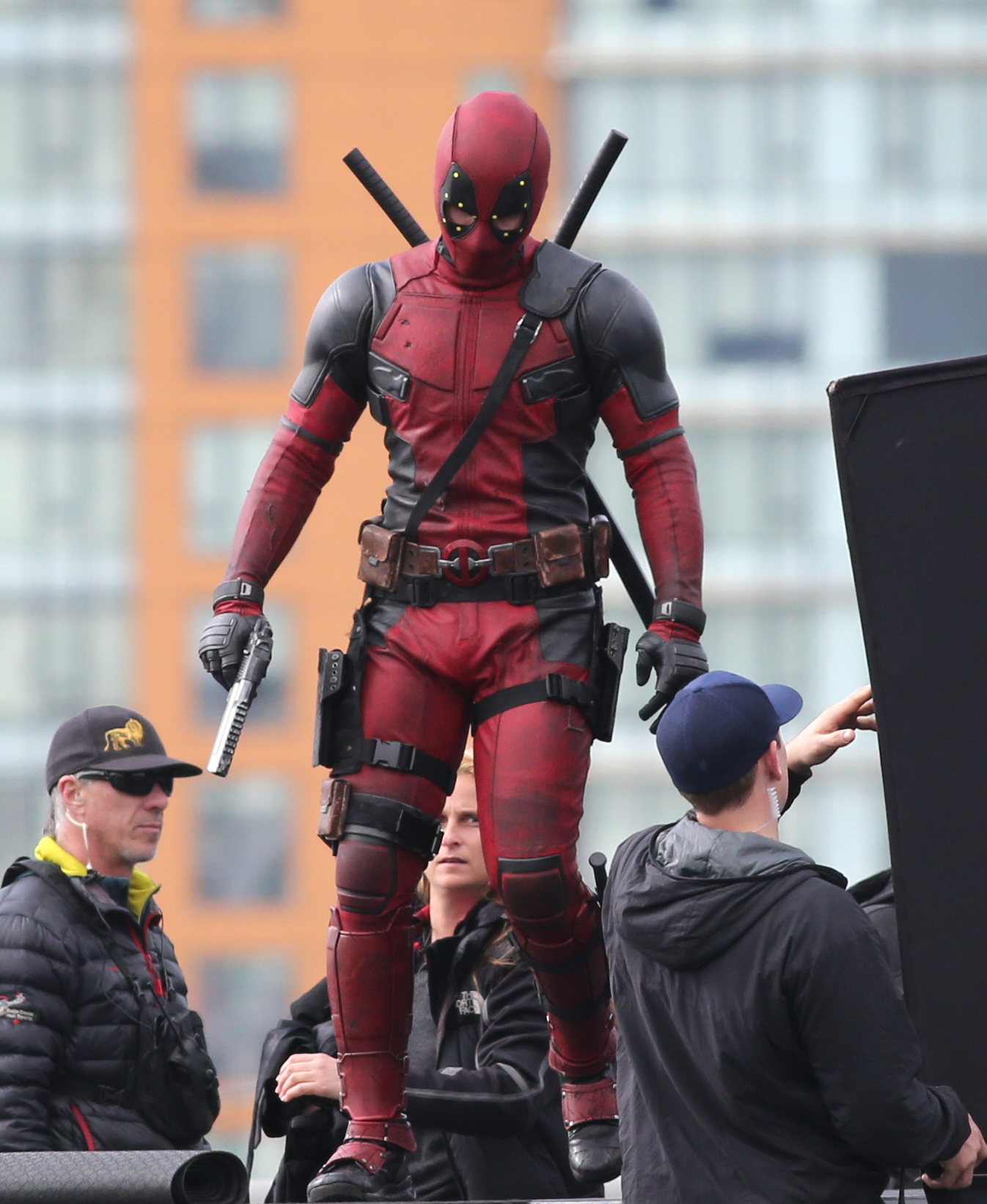
Раян Рейнольдс у костюмі Вілсона на знімальному майданчику фільму «Дедпул».

Невдовзі після заручин з Ванессою Вілсону діагностують рак на пізній стадії четвертої стадії. До нього звертається представник невідомої організації, який пропонує йому ліки, а також сили, про які «більшість чоловіків лише мріють». Хоча він спочатку відхиляє пропозицію, зрештою повертається, щоб прийняти її. Однак не все так, як здається, оскільки він невдовзі розуміє, що організація насправді намагається створити армію надздібних людей під своїм контролем. Вілсон зазнає численних тортур від рук Аякса та Ангельського Пилу, хоча ніколи не втрачає почуття гумору. Зрештою, Аякс успішно активує сплячі мутантні гени Вілсона, що дозволяє йому зцілюватися та регенеруватися після будь-якої рани. Хоча цілющий фактор Вілсона виліковує його рак, він також жахливо деформує весь його зовнішній шар шкіри. Частково збожеволівши через пережите випробування та своє понівечене тіло, Вейд тікає та знищує об'єкт, але зрештою програє Аяксу в битві. Вілсона вважають мертвим, але він виживає завдяки своїм новознайденим здібностям.
Побоюючись возз'єднатися з Ванессою у його нинішньому вигляді, Вілсон бере собі прізвисько «Дедпул», згадавши, як його найкращий друг Візел побився об заклад в пулі смерті (англ. dead pool) групи Сестри Маргарет, що він помре, і починає полювати на Аякса, щоб змусити його вилікувати себе. Зрештою він вистежує його, хоча його спробу вбити переривають Колос та Негасонічна Підліткова Боєголовка, — члени Людей Ікс. Ці двоє намагаються затримати Вілсона; однак йому вдається втекти, відрубавши собі руку. Невдовзі після цього Аякс викрадає Ванесу, щоб помститися Вілсону, сподіваючись виманити його та успішно вбити. Дізнавшись про це, Дедпул звертається за допомогою до Колоса та Негасонічної Підліткової Боєголовки. Троє протистоять Аяксу та його людям, де Дедпулу вдається врятувати Ванесу та зрештою вбити Аякса, на превеликий жаль Колосса. Незважаючи на його зовнішність, Ванесса все ж приймає Вілсона, і вони обіймаються.

#### Зупиняючи Кейбла
Два роки по тому Вілсон продовжує працювати успішним найманцем, знищуючи найпідліших та найнедоторканніших злочинців. У день річниці стосунків з Ванессою Вілсону доручають убити гангстера Сергія Валішнікова. Однак, коли Дедпул атакує його базу, Валішников ховається в тривожній кімнаті. Оскільки очікування на вихід Сергія зайняло б забагато часу, Вілсон вирішує відпустити його на деякий час, щоб провести час з Ванессою. На жаль, Валішников та його люди вирішують помститися Дедпулу та напасти на нього в його квартирі, ненавмисно вбивши Ванесу, після чого Дедпул завершує напад з помсти. Протягом наступних шести місяців Вілсон намагається покінчити життя самогубством, підірвавши себе. Однак це зрештою не вдається через його регенеруючий ефект, і його частини залишаються живими, щоб їх знайшов та знову зібрав Колос.
Колосусу вдається переконати Вейда приєднатися до Людей Ікс як форму фізичного та психічного зцілення після смерті Ванесси. Він стає стажером і супроводжує Колоса та Негасонічну Підліткову Боєголовку до протистояння між владою та нестабільним молодим мутантом на ім'я Рассел Коллінз. Після спроби заспокоїти Рассела та запобігти подальшій шкоді, Вілсон розуміє, що дитячий будинок, де живе Рассел, який називають мутантським «центром перевиховання», жорстоко поводився з ним, і згодом Вілсон вбиває одного зі співробітників, що призводить до арешту його та Рассела. Їх відводять до Крижаної Камери та позбавляють їхніх сил спеціальними нашийниками. Без свого цілющого фактора рак Вілсона повертається, залишаючи його змиритися зі своєю долею. Тим часом, кібернетичний солдат з майбутнього, Кейбл, прибуває у 2018 році, щоб убити Рассела, перш ніж той встигне вбити свою першу жертву, оскільки родину Кейбла вбиває майбутня версія Рассела. Вторгнення Кейбла в Крижаний бокс дозволяє Вілсону та Расселу втекти з камери, і коли Кейбл приходить убити Рассела, у бійці Вілсону ламається комір. З відновленими силами та вилікувавшись від раку, Вілсон намагається захистити Рассела, але його перемагає Кейбл, яка забирає Скі-Болл жетон Ванесси. Кейбл мало не забиває Вейда до смерті, а Вейд отримує видіння Ванесси в потойбічному житті, де вона переконує його піти за Расселом і врятувати його.

#### Створення X-Force та об'єднання в команду з Кейблом
Вілсон повертається до життя та створює власну команду супергероїв під назвою «X-Force». Вони намагаються напасти на конвой, що перевозив Рассела та кількох інших в'язнів з Айс Боксу, стрибнувши з літака на парашутах, але єдиними, хто вижив з команди, залишаються Вілсон та Доміно, мутант, чиї сили пов'язані з удачею. Вони самі атакують конвой, виявивши, що Кейбл вже на місці подій. Поки Доміно керує вантажівкою, а Кейбл бореться з Вілсоном, Рассел звільняє співкамерника Джаггернаута, який погоджується допомогти Расселу вбити свого колишнього директора, який став його жорстоким кривдником. Перед втечею Джаггернаут знищує конвой і розриває Вейда навпіл, дозволяючи їм обом безперешкодно втекти.
Кейбл неохоче погоджується співпрацювати з Вілсоном, який одужує, та Доміно, щоб запобігти першому вбивству Рассела. Спочатку команду перемагає Джаггернаут, поки Рассел тероризує свого директора, поки не прибувають Колос, Негасонічна Підліткова Боєголовка та її дівчина Юкіо та не допомагають стримувати його. Вілсон намагається заспокоїти Рассела, навіть одягаючи нашийник-інгібітор, щоб позбавити себе сил, як прояв доброї волі. Однак зрештою це не вдається, і Кейбл стріляє в хлопця. Вілсон стрибає під кулю і отримує смертельне поранення, оскільки його цілющий фактор зводиться нанівець нашийником. Відчуваючи, що йому час іти, він відмовляється дозволити будь-кому зняти нашийник, вирішивши возз'єднатися з Ванессою в потойбічному житті. Рассел, натхненний жертвою Вілсона, вирішує не вбивати директора, запобігаючи смерті родини Кейбла в майбутньому. Кейбл вирішує використати свій останній заряд подорожі в часі, щоб повернутися та сховати Скі-Болл жетон Ванесси всередині форми Дедпула, в тому місці, де його підстрелять. Вілсон все ж приймає кулю за Рассела, але цього разу її зупиняє жетон, і Вілсон виживає. Незважаючи на це, Рассел все ще натхненний жертвою Вілсона і не вбиває директора. Коли група залишає місце події, злорадний директор знущається з них, доки друг Вейда, таксист Допіндер, не збиває його своєю машиною, все одно вбиваючи.

#### Зміна історії
Негасонічній Підлітковій Боєголовці та Юкіо вдається полагодити пристрій Кейбла для подорожей у часі, а Вейд використовує його, щоб внести кілька змін у часову шкалу. Спочатку він повертається і рятує Ванессу та колишнього члена X-Force Пітера. Потім він повертається і кілька разів стріляє у версію Вейда Вілсона «Зброя XI», чим спантеличує Росомаху, що стоїть поруч. Після цього він зупиняється наприкінці 2000-х, щоб вистрілити Раяну Рейнольдсу в потилицю, коли той читає сценарій до фільму «Зелений ліхтар» (2011), перш ніж вирушити до Австро-Угорщини в 1889 рік, щоб убити новонародженого Адольфа Гітлера та запобігти його повороту до диктатури. Оскільки Вейд врятував Ванесс, яку вбили на початку другого фільму, багато чого невідомо щодо подій «Дедпула 2».
Вейд також вирушає на Землю-616 і намагається приєднатися до Месників, але Геппі Гоган його відвертає. Після цього Вейд знищує пристрій Кейбла.

#### Об'єднання з Росомахою
Шість років по тому, після розриву з Ванессою, Вейд завершив свою діяльність як супергерой і працює продавцем автомобілів з Пітером. Під час вечірки з нагоди його дня народження, Управління з питань варіації часу (TVA) захоплює Вейда та приводить його до містера Парадокса, який пропонує Вейду місце на Землі-616, яке TVA називає «Священною шкалою часу». Вейд кидає погляд на відео, на якому він поранений в руках Тора Одінсона, поки Парадокс не перериває трансляцію, а тоді отримує новий костюм та зброю. Однак, «Парадокс» показує, що світ Вейда, Земля-10005, занепадає внаслідок смерті Логана, який був його «якірною істотою», і планує використати пристрій під назвою «Різник Часу», щоб негайно «вбити з милосердя» часову лінію Вейда, замість того, щоб витрачати тисячі років на очікування її природної смерті. Розуміючи, що втратить друзів та близьких, Вейд краде ТемПад Парадокса та використовує його, щоб подорожувати до могили Логана, сподіваючись воскресити його та врятувати їхню часову лінію. Коли це не вдається, Вейд вбиває кількох агентів TVA, посланих Парадоксом, і використовує ТемПад для подорожі мультивсесвітом у пошуках «варіанту» Логана з альтернативного всесвіту, який може замінити його у його світі.
Вейд повертається до TVA з варіантом Логана, але Парадокс каже йому, що істоту-якоря неможливо замінити, і що TVA вважає цей варіант найгіршим Росомахою через те, що він не зміг врятувати своїх товаришів по Людям Ікс від групи людей, які полюють на мутантів. Коли Вейд робить висновок, що Парадокс діє без відома свого начальства, Парадокс відправляє Вейда та Логана до Пустоти. Після обміну образами Вейд і Логан б'ються, поки Вейд не дає фальшивої обіцянки, що TVA зможе виправити його часову шкалу. Дует разом із Людиною-Смолоскипом потрапляє в полон і відправляється до Кассандри Нови, яку Логан ідентифікує як сестру-близнючку Чарльза Ксав'єра. Прибувши до лігва Нової, вона демонструє свою здатність маніпулювати розумами людей і пояснює свою угоду з TVA залишитися в Пустоті як лідер банди. Вона вбиває Джонні після того, як Вейд зізнається, що він образив її, і намагається подумки зламати Вейда хибними спогадами про те, як Ванесса відмовила йому. Раптом до бази наближається Аліот, істота, яка пожирає все на своєму шляху, але Вейд і Логан встигають втекти, перш ніж вона встигає їх поглинути.
Логан і Вейд зустрічають варіанти Дедпула під назвою «Найспул» і «Догпул», які дають їм машину та направляють їх до групи опору, що бореться проти Кассандри. Під час поїздки на машині Вейд випадково зізнається, що збрехав Логану про те, що TVA виправила його хронологію. Розлючений Логан ображає Вейда за його незрілість та особисті невдачі, що призводить до чергової бійки, доки вони обоє не втрачають свідомість. Їх знаходить група опору, що складається з Електри Натчіос, Еріка Брукса / Блейда, Ремі ЛеБо / Ґамбіта та Ікс-23 / Лори, — дочки Логана з Землі-10005. Вейд пропонує союз з групою опору для боротьби з Кассандрою, але Логан відмовляється приєднатися. Однак, він врешті-решт поступається після щирої розмови з Лорою про свою нездатність врятувати Людей Ікс у своєму всесвіті.
Вейд, Логан та опір разом протистоять Новій та її поплічникам. Нова ненадовго позбавляє Логана психічної сили, поки Вейд не надягає на неї шолом Джаггернаута, щоб заблокувати її сили. Пайро стріляє в Нову та виявляється сплячим агентом Парадокса, якому доручено вбити її, перш ніж Логан збиває його з ніг. Логан вмовляє Вейда зняти шолом, щоб Нова могла зцілитися, а в обмін на це Нова використовує кільце-перев'язь з варіанта Доктора Стренджа, щоб відкрити портал для дуету, щоб ті помандрували на Землю-10005 та протистояли Парадоксу. Прибувши, вони розуміють, що Парадокс вже завершив роботу з Різником часу.
Нова швидко дізнається про план Парадокса від Пайро, перш ніж стратити його, прибувши через інший портал і викравши Парадокса. Вейд і Логан борються з Корпусом Дедпула, завербованим Новою, поки вона бере під контроль Розпорювача Часу, щоб знищити всі часові лінії, залишивши лише Порожнечу. Найспула вбиває Корпус Дедпула через брак лікувального фактора, оскільки Вейд, нічого не підозрюючи, використовує його як живий щит, але Пітер переконує Корпус змиритися, адже той одягнув попередній костюм Дедпула Вейда та назвав себе «Пітерпулом».
Парадокс каже Вейду та Логану, що один з них може знищити Розпорювача Часу, порушивши його потік енергії, але це вб'є їх. Вейд і Логан разом знищують Розпорювача Часу, вбиваючи при цьому Нову, і здатні вижити, розділивши тягар між собою. Парадокса заарештовує Мисливець B-15 з TVA, який розповідає, що дії Вейда та Логана врятували Землю-10005 від занепаду. Вейд просить Хантера B-15 врятувати групу опору від Порожнечі та змінити історію світу Логана. Вона пояснює, що останнє зайве, бо саме історія Логана зробила його тим героєм, яким він мав бути. Пізніше Вейд запрошує Логана зустрітися зі своїми друзями. Під час зустрічі, на якій присутні Лора та Догпул, Логан закликає Вейда помиритися з Ванессою.

## Альтернативні версії

### Зброя XI
Подібно до Вейда Вілсона з оригінальної хронології, ця версія є солдатом і найманцем з покращеними людськими рефлексами та спритністю, а також членом спецпідрозділу під назвою «Команда Ікс» під командуванням Вільяма Страйкера. Шість років по тому Вілсона доставили на базу Страйкера на Три-Майл-Айленд, де над ним проводили експерименти в рамках проекту «Зброя XI». Страйкер називає його «вбивцею мутантів», відомим як «Дедпул». Після звільнення інших мутантів, захоплених Страйкером на Три-Майл-Айленді, версію Логана зупиняє активована Зброя XI. Потім у нього кілька разів стріляють адамантієвими кулями, і його вбиває Вейд Вілсон, який подорожує в часі, що спантеличує Логана, який стояв поруч. Потім Вілсон оголошує Логану про «просто очищення часової шкали», перш ніж подорожувати в часі.

### Дедпул і Росомаха
Кілька «варіантів» Вілсона на додаток до переглянутого варіанту часової шкали з'являються у фільмі «Дедпул і Росомаха» (2024).

#### Найспул
Найспул — це непошрамований, добродушний нерегенеративний варіант Вілсона, якого також зіграв Раян Рейнольдс, якого жартома називали його вигаданим близнюком Гордоном Рейнольдсом.

##### Скандал
Виробництво фільму «Покинь, якщо кохаєш» (2024) стало предметом суперечок через скандал між акторкою фільму Блейк Лайвлі та режисером фільму Джастіном Бальдоні, причому перша зазнала критики за те, що не торкнулася тем домашнього насильства та емоційного насильства у фільмі під час його рекламного туру. Лайвлі також зазнала критики за просування своєї лінійки засобів догляду за волоссям під час рекламного туру. Джерела, розповіли виданню «The Hollywood Reporter», що Рейнольдс написав «значну частину» діалогу для сцени з Лайвлі, знятої на даху, нібито у квітні 2023 року перед страйком Гільдії сценаристів Америки, про що Балдоні не повідомили. Спекуляції щодо нібито розколу посилювалися на таких платформах, як TikTok (де книга була надзвичайно популярною у підспільноті «Букток»), у відео, в яких зазначалася відсутність Бальдоні на спільних прес-заходах. У серпні 2024 року Бальдоні найняв антикризового менеджера зі зв'язків з громадськістю Меліссу Натан. Джерела повідомили «Variety», що хоча вони не «озвучуватимуть жодних порушень закону від жодної зі сторін», «ворожнеча між ними цілком реальна, і стосунки можуть бути невідновними».
У грудні 2024 року Лайвлі подала позов проти Бальдоні та його продюсерської компанії Wayfarer Studios, звинувативши їх у сексуальних домаганнях та залякуванні. Заперечуючи звинувачення, Бальдоні подав до суду на «The New York Times» за наклеп через їхню підтримку версії подій Лайвлі, а пізніше подав до суду на Лайвлі, її чоловіка Раяна Рейнольдса та їхнього публіциста Леслі Слоун за цивільне вимагання, наклеп та порушення недоторканності приватного життя. У документах Бальдоні стверджується, що Лайвлі погрожувала подати неправдиві скарги на сексуальні домагання та відмовитися від виробництва, щоб отримати творчий контроль над фільмом, виключивши його з процесу, звільнивши його редакторів та заборонивши йому бути присутнім на прем'єрі фільму. Бальдоні стверджував, що Лайвлі разом із Рейнольдсом та Слоун брали участь у скоординованих зусиллях, спрямованих на пошкодження його репутації, зриву його кар'єри та затьмарення початкової мети фільму — підвищити обізнаність про домашнє насильство. Браян Фрідман, адвокат Бальдоні у позові, стверджував, що персонаж Найспула, зіграний Рейнольдсом у фільмі «Дедпул і Росомаха» (2024), був заснований на Бальдоні, враховуючи їхню майже ідентичну зачіску та жарти щодо персонажа Лайвлі, Ледіпул, та її дитини.

#### Догпул
Гібрид мопса та китайської чубатої собаки, собачий варіант Вілсона, якого прозвали Догпул або Мері Паппінс, котрого грає Пеггі — тварина-актор.

#### Корпус Дедпула
До складу «Корпусу Дедпула», армії зі 100 Дедпулів на службі у Кассандри Нови, що блукають Порожнечею, входять:
- Жіночий варіант Вілсона на прізвисько Ледіпул[es], фізично зіграна каскадеркою Крістіан Біттрідж та озвучена дружиною Рейнольдса Блейк Лайвлі[45][46].
- Дитячий варіант Вілсона на прізвисько Кідпул, якого зіграла дочка Рейнольдса та Лайвлі, Інез Рейнольдс[d].
- Безтілесний варіант голови Вілсона з «Marvel Zombies[en]», що отримав назву «Хедпул», озвучений Нейтаном Філліоном та приведений в дію лялькарем Джеффом Реднапом[d].
- Ковбойський варіант Вілсона на ім'я «Ковбойпул», якого зіграв невказаний актор та озвучив Метью Макконагі.
- Валлійський варіант під назвою «Велшпул», якого зіграв гравець «Рексема» Пол Маллін[en].
- Варіант під назвою «Канадапул», роль якого виконав дублер● Рейнольдса, Алекс Кишкович[d].
- Спокійний варіант під назвою «Зенпул», роль якого виконує координатор превізуалізації трюків Кевін Фортін[d].
- Варіант під назвою «Гарольдпул», якого грає Гаррі Голланд[fr], молодший брат Тома Голланда, який грає Пітера Паркера / Людину-павука у кіновсесвіті Marvel.
- Самурайський варіант під назвою Ватарі / Ронінпул[en], якого зіграв каскадер Хунг Данте Донг.
- Інші безмовні варіанти включають Дедпула 2099[en], Дедпула Золотої Доби, Піратського Пула, Скоттишпула, Шортпула, Кінгпула, Купідонпула, Найвеличнішого Шоумена Дедпула, Шутпула, Детективпула, Дедпула в капюшоні та Дедпула з білими частинами костюма[47][48].

## У інших медіа

### Телебачення
- Аудіозапис гри Рейнольдса у фільмі «Дедпул» (2016) був використаний у тестових кадрах для скасованого мультсеріалу про Дедпула[en], який розробляли Дональд та Стівен Гловер[en] для телеканалу FXX[en][49][50].
- Раян Рейнольдс з'явився в ролі запрошеного гостя для реклами фільму «Дедпул 2» (2018) на шоу «Пізнє шоу зі Стівеном Кольбером», повторивши свою роль у вступному монолозі епізоду, що вийшов в ефір 16 травня 2018 року[51].
- Рейнольдс знову з'явився в костюмі персонажа для реклами фільму «Дедпул і Росомаха» (2024), який на той час був у виробництві, на 75-й церемонії[en] вручення премії «Creative Arts Emmy Awards[en]», прийнявши нагороду за телесеріал «Ласкаво просимо до Рексема[en]» з Робом Макелгенні за видатну програму неструктурованої реальності[en][52].

### Відеоігри
- Вейд Вілсон / Зброя XI з'являється у пов'язаній з фільмом грі «X-Men Origins: Wolverine»[en], озвучений Стівеном Блумом[en].
- Рейнольдс повторив свою роль Вейда Вілсона / Дедпула для мобільної гри Marvel Strike Force[en] на iOS та Android[53].

### Веб-серіал
- Рейнольдс повторив свою роль Вейда Вілсона / Дедпула, ставши співрозмовником «чесних трейлерів» до «Дедпула»[54], «Лоґана», який був 200-м відео серії[55] та «Дедпула 2»[56].

### Відеокліпи
- Раян Рейнольдс з'являється в костюмі Дедпула в музичному відео на сингл «Chk Chk Boom[en]» південнокорейського бойз-бенду Stray Kids[57].
- У музичному відео Селін Діон на пісню «Ashes[en]» Дедпул танцює на високих підборах, його роль виконує Яніс Маршалл[fr].

### Тематичні парки
У 2024 році Дедпул з'являвся в Avengers Campus у парку розваг Disney California Adventure та Walt Disney Studios Park. Крім того, того ж року персонаж з'явився в шоу «Час історій з Дедпулом» у «Hollywood Land» у парку розваг Disney California Adventure.

## Сприйняття
Початкове зображення Рейнольдсом Вейда Вілсона / Дедпула / Зброї XI у фільмі «Люди Ікс: Росомаха» отримало значну негативну реакцію критиків та фанатів. Багато хто відзначав відсутність зв'язку між зображенням персонажа у фільмі та його традиційним аналогом у коміксах. У рецензії перед показом для Huffington Post Скотт Мендельсон розкритикував зображення у фільмі Дедпула та його подальше перетворення на Зброю XI, серед інших персонажів коміксів про Людей Ікс, стверджуючи, що «кульмінація, з причин, які я не розкриватиму, абсолютно розлютить шанувальників [Дедпула] (для порівняння, уявіть, що в кінці „Людини-павука 3“ Едді Брок перетворився на Стерв'ятника)». У своїй ретроспективі фільму Рейчел Едідін з WIRED описала погляд фільму на персонажа як "Дедпула із зашитим ротом, що принципово не відповідає суті «Найманця із Ротом», тоді як Метт Голдберг з Collider вважав кодове ім'я Вілсона «Зброя XI» «відповідним символом для фільму, оскільки це купа мутантських сил, закинутих у манекен».
На противагу цьому, зображення Рейнольдсом головного героя в окремих фільмах про Дедпула отримало схвальні відгуки критиків. У статті для The Guardian Пітер Бредшоу назвав «Дедпул» (2016) "найсмішнішим фільмом Раяна Рейнольдса з часів «Короля вечірок», зазначивши, що «Раян Рейнольдс розвиває щось самоіронічне та обізнане у своїй красі, щось накшталт клуніївського підступу, що тут чудово поєднується з комедією». Манола Даргіс з The New York Times високо оцінила подальше повернення Рейнольдса до образу персонажа, наголосивши на першому фільмі про Дедпула як на доказі того, що «режисер Тім Міллер і містер Рейнольдс можуть зробити більше, ніж просто повторювати одні й ті ж бундючні ноти знову і знову», назвавши його гру «реабілітацією (або спокутою) за Зеленого Ліхтаря, невдалого персонажа 2011 року, яким він був для DC Comics». У своїй рецензії для Variety Джастін Чанг прокоментував здатність фільму використовувати «смішні почуття» Рейнольдса, продовжуючи вигукувати, що «завдяки влучному таймінгу, ентузіазму та запалу (а також за допомогою майстерного монтажу Джуліана Кларка) Рейнольдс надає всім цим самореференційним балаканинам шаленого комічного імпульсу».

## Нагороди та номінації
Рейнольдс отримав численні номінації та нагороди за роль Вейда Вілсона/Дедпула.
| Рік  | Фільм              | Нагорода                                     | Категорія | Результат    | Прим.  |
| ---- | ------------------ | -------------------------------------------- | --- | ------------ | ------ |
| 2009 | Люди Ікс: Росомаха | Teen Choice Awards 2009                      | Премія Teen Choice Award за найкращий фільм: Rumble (спільно з Г'ю Джекманом та Лієвом Шрайбером)                        | Номінація    | [ 66 ] |
| 2009 | Люди Ікс: Росомаха | Scream Awards                                | Найкращий актор другого плану                                                                                            | Перемога     | [ 67 ] |
| 2009 | Люди Ікс: Росомаха | Scream Awards                                | Сцена бою року (спільно з Г'ю Джекманом та Лієвом Шрайбером)                                                             | Номінація    | [ 67 ] |
| 2010 | Люди Ікс: Росомаха | MTV Movie & TV Awards                        | Найкраща бійка (пільно з Г'ю Джекманом та Лієвом Шрайбером)                                                              | Номінація    | [ 68 ] |
| 2010 | Люди Ікс: Росомаха | Вибір народу                                 | Улюблена команда на екрані (спільно з Денієлом Генні, Домініком Монаганом, Г'ю Джекманом, Лієвом Шрайбером та Will.i.am) | Номінація    | [ 69 ] |
| 2016 | Дедпул             | Вибір критиків                               | Найкращий актор у бойовику                                                                                               | Номінація    | [ 70 ] |
| 2016 | Дедпул             | Вибір критиків                               | Найкращий актор у комедії                                                                                                | Перемога     | [ 70 ] |
| 2016 | Дедпул             | MTV Movie Awards                             | Найкраще виконання | Номінація    | [ 71 ] |
| 2016 | Дедпул             | MTV Movie Awards                             | Найкраща гра у бойовику                                                                                                  | Номінація    | [ 71 ] |
| 2016 | Дедпул             | MTV Movie Awards                             | Найкращий поцілунок (спільно з Мореною Баккарін)                                                                         | Номінація    | [ 71 ] |
| 2016 | Дедпул             | MTV Movie Awards                             | Найкраще комедійне виконання                                                                                             | Перемога     | [ 71 ] |
| 2016 | Дедпул             | MTV Movie Awards                             | Найкраща бійка (спільно з Едом Скрейном)                                                                                 | Перемога     | [ 71 ] |
| 2016 | Дедпул             | Премія спільноти кінокритиків Сан-Дієго      | Найкраще комедійне виконання                                                                                             | Номінація    | [ 72 ] |
| 2016 | Дедпул             | Teen Choice Awards                           | Вибір кіноактора: Бойовик                                                                                                | Номінація    | [ 73 ] |
| 2016 | Дедпул             | Teen Choice Awards                           | Teen Choice Award for Choice Hissy Fit                                                                                   | Перемога     | [ 73 ] |
| 2017 | Дедпул             | Золотий глобус                               | Найкраща чоловічу роль — комедія або мюзикл                                                                              | Номінація    | [ 74 ] |
| 2017 | Дедпул             | Вибір народу                                 | Улюблений кіноактор | Перемога     | [ 75 ] |
| 2017 | Дедпул             | Вибір народу                                 | Улюблений актор бойовиків                                                                                                | Номінація    | [ 75 ] |
| 2017 | Дедпул             | Сатурн                                       | Найкраща чоловіча роль                                                                                                   | Перемога     | [ 76 ] |
| 2018 | Дедпул 2           | Teen Choice Awards 2018                      | Вибір літньої кінозірки: Чоловік                                                                                         | Номінація    | [ 77 ] |
| 2018 | Дедпул 2           | Вибір народу                                 | Улюблена зірка бойовиків                                                                                                 | Номінація    | [ 78 ] |
| 2018 | Дедпул 2           | Премія спільноти кінокритиків Сан-Дієго 2018 | Найкраще комедійне виконання                                                                                             | Номінація    | [ 79 ] |
| 2019 | Дедпул 2           | Кінопремія «Вибір критиків»                  | Найкращий актор в комедії                                                                                                | Номінація    | [ 80 ] |
| 2024 | Дедпул і Росомаха  | Сатурн                                       | Найкраща чоловіча роль                                                                                                   | Номінація    | [ 81 ] |
| 2024 | Дедпул і Росомаха  | Асоціація вибору критиків                    | Найкращий актор у фільмі про супергероїв                                                                                 | В очікуванні | [ 82 ] |